# Doliops boholensis
Doliops boholensis es una especie de escarabajo del género Doliops, familia Cerambycidae. Fue descrita científicamente por Yoshitake & Yamasako en 2016.
Habita en Filipinas. Los machos y las hembras miden aproximadamente 10 mm. El período de vuelo de esta especie ocurre en  el mes de mayo.